# Балашиха
Балашиха (рус. Балашиха) град је у Русији у Московској области. Према попису становништва из 2010 у граду је живело 215.353 становника.

## Географија
Површина града износи 72 km².

## Становништво
Према прелиминарним подацима са пописа, у граду је 2010. живело 215.353 становника, 67.444 (45,60%) више него 2002.
| 1939.  | 1959.  | 1970.  | 1979.   | 1989.   | 2002.   | 2010.   |
| ------ | ------ | ------ | ------- | ------- | ------- | ------- |
| 28.766 | 57.600 | 92.316 | 117.906 | 135.841 | 147.909 | 215.353 |

## Градови побратими
- Јангџоу